# Teatre-Museu Dalí
El Teatre-Museu Dalí, inaugurat el 1974, fou construït sobre les restes del Teatre Principal de Figueres, i forma part del triangle dalinià empordanès junt amb el Castell Gala Dalí de Púbol i la Casa-Museu Salvador Dalí de Portlligat, tots gestionats per la Fundació Gala-Salvador Dalí. És considerat com l'objecte surrealista més gros del món.
El 2011, el museu va rebre 916.560 visitants, dels quals 13.257 ho feren durant l'horari nocturn. Els ingressos per la venda d'entrades s'enfilà als més de vuit milions d'euros.

## Història

### L'antic teatre municipal
L'edifici del Museu Dalí, catalogat com a bé cultural d'interès local, fou, durant molts anys, un teatre notable, l'antic Teatre Principal, construït entre 1848 i 1850 per l'arquitecte català Josep Roca i Bros, destruït, en part, el 1939 al final de la Guerra Civil espanyola, i sobre el qual s'hi construí, entre 1961 i 1974, l'actual Teatre-Museu Dalí.
Era un edifici neoclàssic finançat per les classes altes de la ciutat, en el marc de l'estratègia de legitimació pública que va dur a terme la burgesia vuitcentista, a través, principalment, de la remodelació d'institucions culturals i artístiques. És va construir en paral·lela, ideològicament parlant, a l'Eixample barceloní d'Ildefons Cerdà o al carrerRingstrasse de Viena.
El nou teatre havia de substituir una sala més petita, feta de fusta, que havia quedat obsoleta. La gran demanda cultural a la ciutat de Figueres demanava un espai més gran, tot i que les dimensions del nou Municipal eren desproporcionades per a una ciutat de 10.000 habitants. L'activitat hi era constant, i el teatre va esdevenir aviat l'aparador social més cobejat de la vila. Vuit anys després de la inauguració va fundar-se el Liceo Figuerense, associació a la qual l'ajuntament va concedir l'explotació de la sala durant tres anys, a canvi d'algunes millores estructurals. Els socis del Liceo, tots  establerts en les capes més altes de la societat —industrials, metges i advocats— eren els encarregats de contractar la companyia que s'ocuparia de l'escena durant la temporada. Aquest fet demostra que, encara a final del segle xix, subsistien moltes formes de mecenatge pròpies de l'Antic Règim.
A partir de la dècada de 1860, la premsa escrita va començar a deixar testimoni de la majoria d'obres representades al teatre. El repertori estava format, principalment, per peces de teatre declamat; drames històricoromàntics i comèdies d'actualitat, que s'alternaven amb obres reciclades del Siglo de Oro espanyol. No ens podem oblidar de l'òpera italiana, que va retornar a la ciutat l'any 1863 i que jugaria un paper clau en la formació del gust musical burgès de l'època.
El teatre neoclàssic va tenir una vida relativament curta. L'any 1939, al final de la guerra civil, va caure finalment en desús i va ser abandonat; després que un destacament de l'exèrcit nacional l'utilitzés com a caserna durant uns dies, un incendi va calcinar les instal·lacions. Només en va quedar la façana i les parets foranes.

### Construcció de l'actual Teatre-Museu

#### Proposta de Ramon Guardiola
L'any 1960 Dalí era una figura de renom mundial, i Ramon Guardiola i Rovira, el llavors alcalde de Figueres, s'adonà de seguida que la vila natal de l'artista havia de tenir un espai on hi estigués representat i es difongués la seva obra.
El 8 de novembre d'aquell mateix any, però, Dalí i Gala havien signat un llegat conjunt on es deia que totes les seves pintures, dibuixos i altres creacions artístiques anirien a parar al Museo del Prado; i els seus béns i immobles al departament de Belles Arts del Ministeri d'Educació de Madrid. Per aquest motiu, el maig de l'any següent, el 1961, quan els Dalí havien tornat del seu viatge anual a París i Nova York, Guardiola va anar a veure'ls en persona a Portlligat. L'objectiu de la visita era convèncer l'artista d'habilitar una sala al Museu de l'Empordà dedicada a la seva figura i obra.

#### La resposta del geni
L'any 1954, Dalí havia presentat una Mostra di quadri, disegni ed oreficerie a la Sala de les Cariàtides del Palau Reial de Milà, propietat del seu amic el comte Theo Rossi di Montelera, que havia estat bombardejat el 1943 durant la Segona Guerra Mundial. Dalí havia començat a pensar en les parets cremades del Teatre Municipal de la seva Figueres natal com a possible espai on exposar la seva obra. Per aquesta raó, quan el fotògraf i amic comú Melitó Casals, Meli, el va anar a visitar per fer-li la mateixa proposta que Guardiola, el mestre li va contestar que no volia una sala al Museu de l'Empordà, sinó tot un museu per a ell. I no tan sols això, sinó que ja havia decidit l'emplaçament: les ruïnes del Teatre Principal.
La tria de l'enrunat Teatre Principal va ser molt inspirada des de tots els punts de vista. Tal com va comentar Dalí a Guardiola, aquell espai era el més adequat per tres raons: «la primera, perquè sóc un pintor eminentment teatral; la segona, perquè el Teatre es troba al davant de l'església on vaig ésser batejat; i la tercera, perquè precisament fou en la sala del vestíbul del Teatre on vaig exposar la meva primera mostra de pintura». Efectivament, és ben sabut que Dalí era un showman excèntric, també és cert que va ser batejat a l'església de Sant Pere de Figueres, davant del Teatre Principal, i que hi havia exposat el 1918 amb els pintors Bonaterra i Montoriol, i sol el 1919.

#### 1961: L'homenatge de Figueres a Dalí
El 12 d'agost de 1961 Figueres va retre un homenatge a Dalí. Hi va haver nombrosos actes, com una corrida de toros i altres celebracions en honor de l'artista (espetec de focs d'artifici, desfilada de gegants i colles folklòriques, etc.). Dalí va fer una cerimoniosa entrada a la plaça amb el seu Cadillac descapotable, i va donar-hi la volta sota els aplaudiments del públic. Al vespre, després del descobriment d'una placa a la façana de la casa on Dalí va néixer, al carrer Monturiol, i d'una multitudinària recepció a l'ajuntament (on va rebre la Fulla de Figuera de Plata de la ciutat), va arribar el moment culminant del dia: enmig de les ruïnes carbonitzades del Teatre Principal, Dalí va anunciar la creació del seu Museu. Era un emplaçament predestinat, va aclarir als assistents, perquè hi havia fet la seva primera exposició. Però no se n'havia de canviar res, perquè cada centímetre d'aquelles parets tan brutes era una autèntica pintura abstracta. Seria l'únic museu surrealista del món. I no contindria cap original. Dalí hi instal·laria grans fotografies de totes les seves obres, tapades amb plàstic per protegir-les contra els elements externs. Els visitants no en quedarien decebuts: les fotografies de pintures serien millors que les pintures mateixes. Els interessats en l'obra de Dalí haurien de venir a Figueres, perquè seria l'únic l'únic lloc del món on es podria contemplar tota la seva producció.
Malgrat els somriures i aplaudiments, Guardiola i els regidors de l'ajuntament es devien demanar en quina una s'havien ficat. Un museu sense teulada, sense cap obra original i, com a peces exposades, centenars de fotografies de les pintures i els dibuixos de Dalí… No tenia precisament l'aire d'haver de ser cap gran atracció turística ni cap centre d'estudis dalinians. Va ser també aquesta l'opinió que hi va haver a Madrid, i, per molt que Dalí hagués donat a entendre als mitjans de comunicació que el departament de Belles Arts del Ministeri de Cultura de Madrid participaria en el projecte, no hi va haver cap representació oficial per part d'aquest cos. Dalí va comprendre ben aviat que l'edifici s'hauria de reconstruir completament i no es podria deixar exposat a la pluja i la tramuntana com d'entrada havia pensat, i que, si es volia obtenir ajuda oficial per al Museu, hauria de contenir un volum substancial d'obra original.

#### Entrebancs polítics, la Cúpula de Piñero i els inicis de la construcció

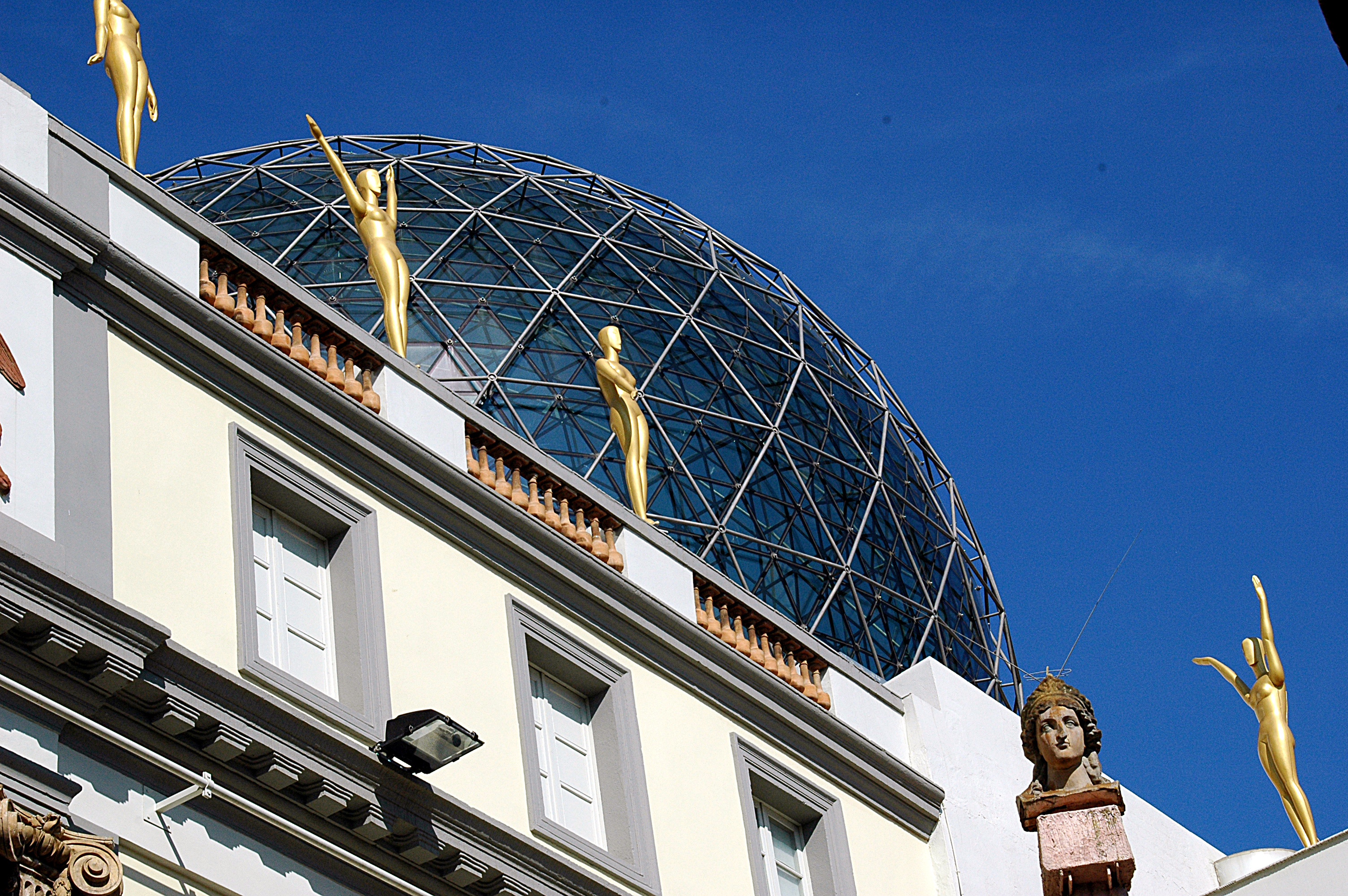
Maniquís i cúpula configuren l'espai extern del museu

Després d'aquella jornada històrica per a la ciutat de Figueres hi va haver un parèntesi durant el qual van córrer rumors que el Museu no es podria construir per falta de finançament. El departament de Belles Arts del Ministeri de Cultura de Madrid no es pronunciava i els mesos passaven sense que s'iniciessin les obres del tan desitjat Teatre-Museu. Gràcies, però, a la tossuderia d'uns pocs entusiastes, amb Guardiola al capdavant, i emparant-se en una antiga llei franquista (concretament la de l'obligació de l'estat a reparar les zones afectades per la guerra civil per part del Servicio Nacional de Regiones Devastadas y Reparaciones, tot i que aquest organisme ja feia temps que era dissolt i a més l'edifici del teatre no l'havia fet malbé una acció bèl·lica, sinó el descuit d'uns mercenaris franquistes que hi van calar foc per accident), finalment el Ministeri de l'Habitatge de Madrid es va fer subsidiari de les omissions i de l'abandonament històric. Però encara haurien de passar uns quants anys abans no es comencessin les obres.
El 1964 Dalí va declarar a la revista Time que el Museu començaria amb la instal·lació d'una cúpula reticular de Richard Buckminster Fuller sobre l'escenari de l'antic teatre (és a dir, es començaria el Museu pel sostre). Malgrat l'entusiasme de Dalí amb la idea que fos l'arquitecte nord-americà que dissenyés la cúpula per al seu Museu, no es va poder fer per una qüestió pressupostària.
El 29 de gener de 1968, una proposta municipal, acordava que l'antic teatre es reconvertís en Museu Dalí. A més, l'any següent, el 1969, s'encarregava a l'arquitecte murcià Emilio Pérez Piñero la construcció de la cúpula geodèsica que tant anhelava Dalí. Pérez Piñero era, en aquell moment, l'únic arquitecte a Espanya que fes aquesta mena d'estructures. Aquest tracte no hauria estat possible sense les gestions del catedràtic de l'Escola Tècnica Superior d'Arquitectura de Madrid, i col·laborador de la Direcció General d'Arquitectura, Antonio Cámara Niño, el qual es desplaçà fins a Figueres per conèixer l'edifici i posar-se d'acord amb els arquitectes Ros de Ramis i Bonaterra.
Finalment, el 13 d'octubre de 1970, es va preinaugurar del Teatre-Museu, Dalí hi va mostrar públicament la tela central del sostre del Palau del Vent i en va exposar l'esbós complet. La rehabilitació de l'edifici va ser dirigida pels arquitectes Joaquim de Ros i de Ramis i el figuerenc Alexandre Bonaterra Matas. Es pot dir que aquesta és la data d'inici oficial de la construcció de l'actual Teatre-Museu Dalí.
Durant els mesos d'agost i setembre de 1973 l'exposició Dalí, su arte en joyas en benefici de la Sociedad Española de Amigos de la Infancia, es pot considerar un preludi de la inauguració oficial del Teatre-Museu. Va tenir un ample ressò mediàtic.

### La inauguració de l'edifici inacabat
En aquella època (abril de 1974) Dalí tenia molt present el seu Teatre-Museu de Figueres, i des Canes va telefonar a Ramon Guardiola per donar-li instruccions. El 2 de maig, quan va arribar a Figueres i va donar una de les seves possessions més preuades, La panera del pa, Guardiola (que ja no era alcalde però continuava estretament relacionat amb el projecte) va saber que la batalla era guanyada. Feia tretze anys que havia assumit la responsabilitat de fer realit el somni de Dalí. Li havia calgut submergir-se en munts i més munts de paperassa, i hi havia hagut contratemps constants; però els seus esforços sobrehumans eren a punt de recompensats. Ara només calia donar els últims tocs als estatus de la Fundació i enllestir la composició de la junta.
El 20 de maig de 1974, Dalí, que acabava de complir els setanta anys, va anar amb cotxe a Madrid amb Guardiola i Gonçal Serraclara, on va tenir entrevistes amb Franco, el príncep Joan Carles i altres autoritats, totes amb la intenció de garantir que el museu s'inaugurés aquell setembre tal com era previst. Aquell mateix mes, a més, Dalí i Gala havien frimat uns testaments conjunts radicalment nous segons els quals tot el seu patrimoni artístic havia d'anar a parar no al Prado, com el 1960, sinó, sota els auspicis del Patrimonio Nacional, al Teatre-Museu de Figueres.
Finalment, el 28 de setembre de 1974, va tenir lloc la inauguració oficial de l'edifici, tot i no estar acabat encara del tot.
En ocasió de l'esdeveniment Figueres era plena a vessar, amb una pròdiga presència de hippies vestits de colors cridaners. Hi havia càmeres de televisió pertot arreu. Pels carrers van actuar majorettes, dansaires, músics i un elefant, i ni tan sols la tramuntanada que bufava va aconseguir desanimar la gentada que esperava veure com Dalí i la seva musa arribava amb el seu Cadillac descapotable. Després de la cerimònia oficial a l'ajuntament, on el ministre d'Habitatge va lliurar l'edifici a l'Ajuntament i van concedir a Dalí la Medalla d'Or de Figueres, la parella va recórrer a peu els pocs metres que els separaven del Teatre-Museu, on més d'un miler de convidats començava a impacientar-se perquè tot anava tard.
Als seus vuitanta anys, aparents tot i les operacions de cirurgia facial i la perruca negra, Gala va fer la seva entrada a l'edifici en companyia de Dalí duent un ram de fragants nards de l'Índia i amb un aire una mica atordit. Els acompanyava Amanda Lear, esplèndida amb el vestit de mussolina de color castany clar que Dalí li havia comprat especialment per a l'ocasió. Gala, a més, havia fet venir amb avió des de Nova York Jeff Fenholt, l'aleshores flamant protagonista de Jesus Christ Superstar a Broadway, però, mentre s'obrien pas en direcció a l'entrada del Teatre-Museu, el personatge va quedar enrere enmig de l'aglomeració, la qual cosa va desconcertar Gala, que el buscava desesperada. En qualsevol cas, el Teatre-Museu Dalí quedava inaugurat.
Les reaccions respecte al museu van ser molt variades, però el sentiment general era que hi faltaven obres de pes per molt que Dalí pogués afirmar que constituïa un Teatre de la Memòria destinat a estimular el subconscient del visitant i fer-hi tenir inesperats descobriments íntims. La persona que segurament estava més decebuda aquell vespre al Teatre-Museu era Ramon Guardiola. Considerava que Dalí hauria hagut d'estar acompanyat no tan sols per les autoritats locals i les de Madrid, sinó també per artistes, escriptors i intel·lectuals de vàlua internacional, dels quals no se'n veia ni un. L'esdeveniment havia estat pensat sobretot per satisfer els interessos i els objectius dels polítics, no per fer honor al desig manifestat per Dalí que el Teatre-Museu es convertís en un dels centres espirituals d'Europa.

### Ampliacions posteriors

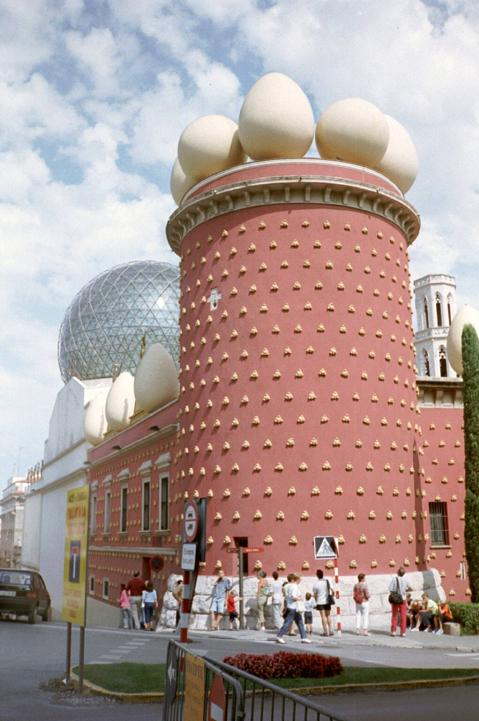
Vista posterior del museu, amb la Torre Galatea, en primer pla

El museu va continuar creixent i desplegant-se, com un ésser viu, ja que l'artista hi va aportar canvis i incorporacions fins a l'any de la seva mort, el 1989. Aquest centre representa la seva darrera gran obra, i la culminació d'una obra d'art total.
El Teatre-Museu Dalí actual comprèn no només l'edifici situat a l'antic teatre, sinó també el conjunt de sales resultat de les successives ampliacions del conjunt originari del Teatre Municipal: des de la cripta de Dalí, fins a les sales pertanyents a Torre Galatea, edifici adquirit el 1981, que formava part de les antigues muralles medievals de la ciutat, i on Dalí hi va viure des de l'octubre de 1984 fins a la seva mort, el 23 de gener de 1989.
A més, entre els mesos de març i juny de 1998, la Fundació va dur a terme la reconstrucció de la cúpula geodèsica del museu, un dels projectes tècnicament més complexos dels que s'hi han realitzat d'ençà de la inauguració. Amb la col·laboració del Departament de Cultura de la Generalitat de Catalunya i portat a terme per l'equip d'arquitectes Clotet, Paricio i Assoc. de Barcelona, la "nova" cúpula és exactament igual a la que es va construir originalment, però els nous materials i les noves tècniques amb què s'ha construït l'actual permeten garantir unes condicions òptimes de conservació a l'interior del museu.
El conjunt del Teatre-Museu amb la Cúpula i la Torre Galatea (amb la coneguda façana decorada amb maniquins, ous i pans de crostó) formen una imatge inesborrable del paisatge urbà de Figueres, visitat per milions de turistes d'arreu del món.

### 40è aniversari
El 28 de setembre de 2014 es va celebrar el 40è aniversari del projecte. El museu va obrir les portes durant una nocturna de franc durant la qual es va projectar la creació audiovisual «Teatre‐Museu Dalí», un somni teatral a sis espais diferents. És un projecte audiovisual creat ex professo per celebrar el 40è aniversari de la inauguració amb imatges que endinsen el públic en l'obra i personatge de Salvador Dalí. Les paraules de l'artista i la música juntament amb les imatges pretenien establir una connexió amb els espectadors que poden gaudir d'un recorregut pels diferents espais de l'edifici com si fossin acompanyats del mateix Dalí. Mitjançant unes projeccions audiovisuals, Salvador Dalí va aparèixer al seu museu a través de finestres de la façana, saludant el seu públic i anunciant la creació del seu museu, que defineix com el centre espiritual d'Europa i vol que sigui una joia per a Figueres i la seva terra, i que contingui tots els símbols empordanesos. Dalí juga amb l'espectador i mostra la seva faceta més histriònica però també el seu dia a dia. S'hi va recrear una evocació tetaral de l'artista treballant en un espai en obres, contemplant, transformant tots els espais i finalment, a la inauguració del dia 28 de setembre de 1974 protagonitzat per una gran desfilada daliniana amb majorettes, gegants, capgrossos i una banda de música.

### Els pans de 3 crostons
A Dalí li van agradar els pans de tres crostons que feia un flequer de Figueres situat al carrer Peralada, com va demostrar de vegades portant-los per barret, i li va encomanar realitzar una cinquantena de pans dels quals en van fer motlles i reproduccions. Les reproduccions van ser pintades i col·locades a la façana del museu.

## Col·lecció

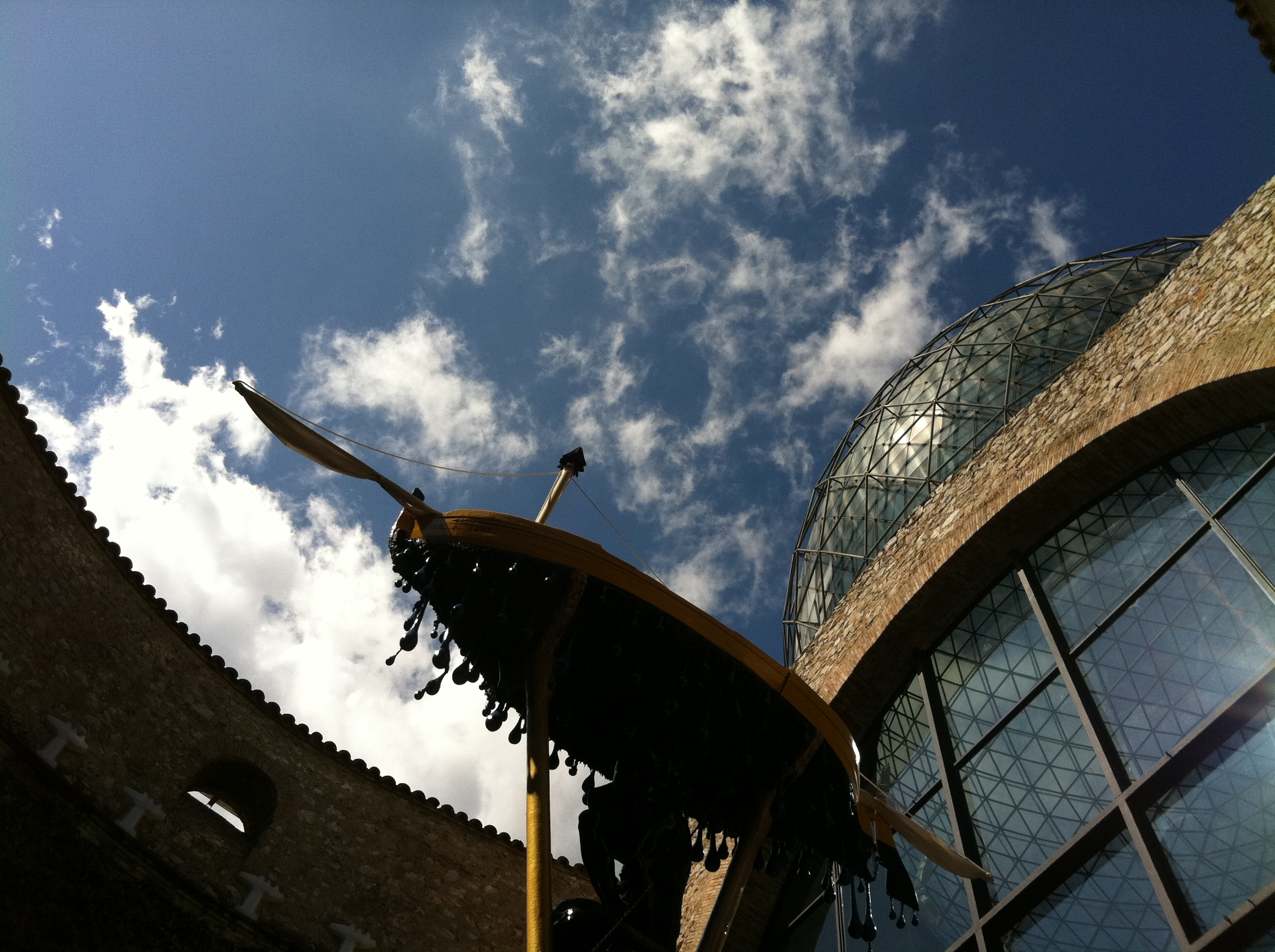
Barca i cúpula vistes des del pati interior

El museu mateix es considera una obra d'art, però en el seu interior es poden veure moltes obres mestres del pintor figuerenc. Dins de les obres exposades es poden veure diferents exemples de tot el seu recorregut artístic, des dels inicis on va experimentar amb el futurisme, impressionisme, passant per l'explosió del surrealisme fins a obres tardanes.
També cal destacar el conjunt d'obres realitzades per l'artista expressament per al Teatre-Museu, com la sala Mae West, la sala Palau del Vent, el Monument a Francesc Pujols o el Cadillac plujós.
La llista següent és una selecció, per ordre cronòlogic, de les obres més destacades exposades al Teatre-Museu Dalí:
- La festa a l'ermita (1921)
- La Venus qui somriu (1921)
- Fires de la Santa Creu de Figueres (1922)
- Els primers dies de la primavera (1922-1923)
- Port Alguer (1923)
- Autoretrat amb l'Humanité (1923)
- Composició satírica (1923)
- Sifó i ampolleta de rhum (1924)
- Retrat de la meva germana (1925)
- Maniquí de Barcelona (1926)
- Noia de Figueres (1926)
- Natura morta al clar de lluna malva (1926)
- Figueres ajagudes a la sorra (1926)
- Pell de gallina inaugural (1928)
- Ocell putrefacte (1928)
- Metamorfosi paranoica del rostre Gala (1932)
- Retrat de Gala amb dues costelles de xai en equilibri sobre la seva espatlla (1933)
- Figura i drapejat en un paisatge (1934)
- Espectre del sex-appeal (1934)
- Elements enigmàtics en un paisatge (1934)
- Singularitats (1935)
- Composició surrealista amb figures invisibles (1936)
- Paisatge pagà mitjà (1937)
- La imatge desapareix (1938)
- Dos trossos de pa expressant el sentiment de l'amor (1940)
- Centaure (1940)
- Autoretrat tou amb bacó fregit (1941)
- Poesia d'Amèrica - Els atletes còsmics (1943)
- Estudi per a Galarina (1943)
- Estudi per al teló de fons del Tristany foll (1944)
- El nas de Napoleó transformat en una dona encinta que passeja la seva ombra malenconiosa entre les ruïnes originals (1945)
- La panera del pa (1945)
- Galarina (1945)
- Retrat de Pablo Picasso al segle xxi (1947)
- Leda atòmica (1949)
- Galatea de les esferes (1952)
- Figura rinoceròntica de l'Il·lisos de Fídies (1954)
- Santa Cecília ascensionista (1955)
- Gala d'esquena mirant un mirall invisible (1960)
- Apoteosi del dòlar (1965)
- Crist de la Tramuntana (1968)
- Cuant cau, cau (1972-1973)
- El Palau del Vent (1972-1973)
- Dalí d'esquena pintant Gala d'esquena eternitzada per sis còrnies virtuals provisionalment reflectides a sis miralls vertaders (1972-1973)[16]
- Gala nua mirant el mar que a 18 metres apareix el President Lincoln (1975)
- Aurora, migdia, capvespre i crepuscle (1979)
- Al·lucinació rafaelesca (1979)
- Gala contemplant l'aparició del Príncep Baltasar Carles (1981)
- El camí de l'enigma (1981)
- Eco geòlogic. La pietat (1982)
- Otel·lo somiant Venècia (1982)
- Sense títol. Cua d'oreneta i violoncel (1983)

### Col·lecció privada de Dalí
Dins del museu també s'hi poden veure obres de la col·lecció privada del mateix pintor, amb obres d'artistes com ara Antoni Pitxot, Evarist Vallès, Modest Urgell, Marcel Duchamp, Gerrit Dou, El Greco, Marià Fortuny, Meissonier, i Bouguereau, entre d'altres.

### Sala de les Loggies
El febrer del 2015 es va presentar la remodelació de la Sala de les Loggies. Des de 1988, la Sala de les Loggies havia estat dedicada a mostrar l'obra tardana de Salvador Dalí. A partir dels anys 60, el seu pensament creatiu se centra, sobretot, en els temes científics i la recuperació dels clàssics pictòrics i aquesta premissa es mantingué amb la remodelació duta a terme, però ampliant-ne el contingut expositiu.

La Sala de les Loggies està dividida en tres espais:
- En el primer espai es mostren obres de la dècada dels 60-70s protagonitzades per aparells estereoscòpics i il·lusions òptiques. En formen part les obres següents: L'estructura de l'ADN (c. 1975-76), Sardana pentagonal (1978-79) i L'harmonia de les esferes (1979). Al mateix temps, s'hi exposen obres de gran format: 50 quadres abstractes que a dos metres es converteixen en tres Lenins disfressats de xinès i a sis metres formen el cap d'un tigre reial (1962); Quan cau, cau(1972-73); Aurora, migdia, capvespre i crepuscle (1979) i A la recerca de la quarta dimensió (1979). Aquestes peces són una continuació de la sala precedent, on s'hi presenten altres estereoscòpies i experiments òptics –com l'anamorfosi i l'holografia. El conjunt, a més de recollir una notable representació de pintures dalinianes d'aquest període, exemplifica l'interès de l'artista per tots els aspectes relacionats amb la percepció visual i les seves paradoxes.[18]
- El segon espai, conegut com la Torre dels Enigmes, es va renovar millorant-ne les condicions d'accés i incorporant-hi el restaurat diorama Babaouo de 1932, una de les obres del pintor relacionades amb el guió homònim escrit per ell.[18]
- El tercer espai es va inaugurar incorporant-hi, de forma temporal, l'exposició Què hi ha de nou? Velázquez, el diàleg creatiu que Dalí manté amb l'obra de Velázquez, un dels clàssics de la història de l'art, permetent comprovar l'interès de Dalí pel seu art atemporal.[18]

#### Exposicions temporals
- L'exposició inaugural de la remodelació (23 de febrer 2015 - 3 de maig 2016), prenia el títol del propi Dalí:

| «                             | Des de l'impressionisme, tota la història de l'art modern s'ha centrat en un únic objectiu: la realitat. Cosa que ens pot dur a dir: Què hi ha de nou? Velázquez. | » |
| — Salvador Dalí, Eureka, 1976 | |   |

Constava d'onze pintures executades entre 1960 i 1982. Dalí reinterpreta algunes obres del pintor sevillà, la majoria de les quals pertanyen al fons del Museo del Prado, de Madrid: La infanta Margarita d'Austria (c. 1665, atribuïda avui a Juan Bautista Martínez del Mazo), El bufón Calabacillas (1635-39), El bufón Don Sebastián de Morra (1643-49) i Las meninas o la familia de Felipe IV (1656). Dalí també s'inspira en l'oli Cristo y el alma cristiana (1628-29) pertanyent a la col·lecció de la National Gallery de Londres.
- Posteriorment s'hi ha pogut veure (18 d'abril 2016 - 31 de desembre 2016) l'exposició titulada Variants de Dali's mustache dedicada a retrats que el fotògraf Philippe Halsman va fer de Dalí dins el projecte Dali's mustache.[19]